# Fuga dos armênios do Alto Carabaque
A fuga dos armênios do Alto Carabaque teve inicio no final de setembro de 2023 quando o Azerbaijão empreendeu uma ofensiva militar contra a disputada região de Alto Carabaque, levando a uma rendição da autoproclamada República de Artsaque e à dissolução das suas forças armadas. Antes desta ofensiva, Alto Carabaque, reconhecido internacionalmente como parte do Azerbaijão, mas governado e povoado por armênios étnicos, tinha uma população de quase 120.000 habitantes. Confrontados com ameaças de genocídio e limpeza étnica por parte do Azerbaijão, mais de 100.400 armênios étnicos, mais de 80% dos habitantes do Alto Carabaque, fugiram até ao final de setembro de 2023. Esta deslocação em massa foi descrita por vários especialistas internacionais como um crime de guerra ou um crime contra a humanidade.

## Fuga

Cronograma da fuga do Alto Carabaque

Antes da invasão azerbaijana em Alto Carabaque, havia preocupações crescentes de que o Azerbaijão, com uma longa história de sentimento anti-armênio, pudesse perpetuar um genocídio contra os armênios da região. Elchin Amirbeyov, o representante do presidente do Azerbaijão, emitiu um alerta severo, sugerindo que "um genocídio pode acontecer" se Alto Carabaque não capitular. Fazendo eco desta preocupação, a Baronesa Caroline Cox, fundadora do Humanitarian Aid Relief Trust, instou o governo do Reino Unido a tomar medidas para evitar tal tragédia.
Na sequência do colapso das defesas do Alto Carabaque, o Lemkin Institute for Genocide Prevention emitiu um alerta, chamando a atenção para o risco acentuado de genocídio enfrentado pelos armênios na região e destacando os níveis extremos de sentimentos anti-armênios dentro das forças armadas do Azerbaijão. Além disso, ameaças e mensagens abusivas dirigidas a civis, até mesmo casos de relatos de massacres de armênios que optaram por ficar, foram galopantes nos canais de comunicação social azerbaijanos. Num anúncio simultâneo, o Genocide Watch também soou um alerta, categorizando a situação como Estágio 9 dentro de seus dez estágios da estrutura do genocídio – Extermínio.
Embora o governo azerbaijano e os seus funcionários tenham assegurado a segurança dos residentes e enfatizado a sua intenção de reintegrar a população armênia, o ceticismo rodeou estas garantias, decorrente do histórico estabelecido do Azerbaijão de autoritarismo e repressão da sua população armênia.
Em 24 de setembro, apesar de um bloqueio em curso, o Azerbaijão permitiu que civis armênios utilizassem o corredor de Lachin para viagens só de ida para a Armênia. Naquele mesmo dia, à medida que aumentavam os receios de genocídio, limpeza étnica e perseguição, o grupo inicial de refugiados chegou à Armênia através do posto fronteiriço de Kornidzor. No final do dia, conforme relatado pelo governo armênio, 1.050 refugiados tinham conseguido chegar a um local seguro. A notícia da passagem se espalhou, provocando um êxodo em massa. Até 28 de setembro, o número de chegadas à Armênia ultrapassou os 65.000, representando mais de metade da população total do Alto Carabaque.
Depois de suportar meses de escassez de combustível durante o bloqueio, a chegada de um carregamento de combustível deu aos residentes a oportunidade de reabastecer os seus veículos para a viagem até a Armênia e, em 25 de setembro, os postos de gasolina em Estepanaquerte começaram a distribuir combustível gratuitamente às pessoas que evacuavam para Armênia. No entanto, em meio a extensas filas num posto de combustível em Berkadzor, um tanque subterrâneo de combustível de 50 toneladas explodiu, causando a morte de pelo menos 170 pessoas e ferindo centenas de outras.
Em eventos separados, em 27 de setembro, Ruben Vardanyan, um antigo alto funcionário do governo de Artsaque e um empresário proeminente, foi detido pelas forças azerbaijanas no momento em que estava prestes a entrar na Armênia, e relatos de civis da aldeia de Vaghuhas informaram que soldados azerbaijanos haviam entrado na aldeia e, descarregaram suas armas de fogo para o ar, exigiram que os moradores fugissem.
Em 28 de setembro, a rota de evacuação de Estepanaquerte para a Armênia estava congestionada há dias, com muitos forçados a dormir nos seus carros durante a noite. O que normalmente é uma viagem de 2 horas se transformou em uma jornada impressionante de 30 horas para muitos evacuados. Para ajudar na evacuação, 46 ônibus, geralmente designados para transporte público em Yerevan, transportaram 1.560 pessoas de Estepanaquerte para Goris em 28 de setembro. Até 29 de setembro, o número de refugiados atingiu 97.700, representando mais de 80% da população total do Alto Carabaque.

## Análise
Vários analistas políticos, juntamente com residentes do Alto Carabaque, acreditam que o objetivo principal do Azerbaijão para a ofensiva é a limpeza étnica. Luis Moreno Ocampo, o promotor inaugural do Tribunal Penal Internacional, advertiu que estavam se desenvolvendo condições semelhantes a outro genocídio armênio, afirmando que o bloqueio pelo Azerbaijão violou o Artigo II c da Convenção sobre Genocídio de 1948, ao "infligir deliberadamente a [um] grupo condições de vida calculado para provocar a sua destruição física, total ou parcial", e que a invasão violou ainda mais o Artigo II a e o Artigo II b. Ele alertou que a inércia da comunidade internacional poderia encorajar o Azerbaijão, fazendo-os acreditar que não haveria repercussões significativas no cometimento de genocídio. Ocampo também rebateu a negação de Aliyev de buscar a limpeza étnica, observando que Aliyev frequentemente rotulou a Armênia como "Azerbaijão Ocidental" e proclamou que "a atual Armênia é nossa terra". Especialistas internacionais caracterizaram o êxodo forçado como um crime de guerra ou um crime contra a humanidade perpetrado pelo Azerbaijão. Esta caracterização baseia-se no ambiente coercivo criado, primeiro através do bloqueio e posteriormente pela invasão, levando à potencial destruição genocida da identidade distinta dos armênios de Artsaque.
Acusações de limpeza étnica por parte do Azerbaijão foram levantadas por Nikol Pashinyan, o primeiro-ministro da Armênia, pelo Ministério das Relações Exteriores de Chipre, e pelo jornal israelita Haaretz, entre outros.
Especialistas jurídicos qualificaram o que aconteceu aos armênios como um crime de guerra. As autoridades do Azerbaijão rejeitaram estas acusações e responderam instando os armênios a permanecerem na região.

## Resposta internacional
Em resposta à crise humanitária, vários países comprometeram-se a auxiliar os refugiados armênios, incluindo o Irã, e a UE com um compromisso de 5 milhões de euros. A chefe da USAID, Samantha Power, chegou à Armênia juntamente com a Secretária Adjunta Interina do Departamento de Estado dos EUA para Assuntos Europeus e Eurasiáticos, Yuri Kim, para visitar as pessoas afetadas e prometeu 11,5 milhões de dólares em assistência humanitária. Power disse que “muitos dos que chegaram sofriam de 'desnutrição grave', segundo os médicos presentes”. Em 28 de setembro, a USAID enviou uma Equipe de Resposta a Assistência a Desastres para a região para ajudar a coordenar a resposta humanitária estadunidense. Chipre declarou que estava pronto para fornecer assistência humanitária aos armênios deslocados e que estava a considerar formas de acolher um número de refugiados, se necessário.
Em 29 de setembro, as Nações Unidas anunciaram que iriam enviar uma missão a Alto Carabaque para responder às necessidades humanitárias. Paralelamente, a Armênia solicitou ao Tribunal Mundial que reafirmasse a sua decisão de fevereiro de 2023, ordenando ao Azerbaijão que garantisse a passagem livre através do corredor de Lachin e que "se abstivesse de todas as ações diretas ou indiretamente destinadas a deslocar os armênios étnicos remanescentes da região".

## Nota
- Este artigo foi inicialmente traduzido, total ou parcialmente, do artigo da Wikipédia em inglês cujo título é «Flight of Nagorno-Karabakh Armenians».